# Harz (gemeentevrij gebied, Landkreis Goslar)
Harz in het Landkreis Goslar is het grootste gemeentevrije gebied in de Duitse deelstaat Nedersaksen en zelfs van geheel Duitsland. Het onbewoonde gebied strekt zich uit over grote delen van het zuiden van het Landkreis en vormt een deel van de Harz.
Het bestuur van dit gebied berust bij een boswachterij-instantie, het Niedersächsische Forstamt Clausthal. Dit is ook bevoegd, belastingen (Gewerbesteuer) te innen van enige in het gebied gelegen steengroeves. Ook stelt het geboorte- en overlijdensaktes op, voor het geval zich bijvoorbeeld in een hotel of pension in het gebied een geboorte of overlijden zou voordoen. Ten slotte is het Forstamt verantwoordelijk voor de openbare orde en veiligheid in de gemeentevrije zone.
Aangrenzend ligt in het Landkreis Göttingen een soortgelijke gemeentevrije zone die door dezelfde instantie bestuurd wordt.
Altenau · Bad Harzburg · Braunlage · Clausthal-Zellerfeld · Goslar · Harz (gemeentevrij gebied) · Langelsheim · Liebenburg · Schulenberg im Oberharz · Seesen · Wildemann